# Himno de Almería
Oficialmente, el Himno de la ciudad española de Almería es el aprobado por el ayuntamiento de la ciudad el 21 de agosto de 1916, con letra del poeta Antonio Ledesma y música de Manuel García Martínez, maestro de capilla de la catedral. Sin embargo, el himno que hoy día se suele interpretar es un poema de José María Álvarez de Sotomayor llamado Almería, musicado por el compositor José Padilla y adoptado por el ayuntamiento de Almería como himno oficial en 1946. El poema estaba dedicado a toda la provincia, aunque oficialmente el himno es oficial sólo para su capital.
Asimismo, puede considerarse himno oficioso de la capital el popular Fandanguillo de Almería, obra del compositor Gaspar Vivas, que puede escucharse en el carrillón del ayuntamiento de la ciudad.

## Letra del himno oficial
De tus huertos son dulces los frutos;
en tus campos fecunda es la miés;
y aun tus montes pelados e hirsutos,
tienen vetas de plata a través.
Das el hierro, que es rey de la tierra,
como al hombre lo dió el Hacedor,
para empresas de paz, no de guerra,
para hacerle más grande y mejor.
Das el textil que trama el tejido,
y que forma el papel virginal;
das el mármol que espera, dormido,
del artista la forma genial.
¡Cantemos, oh Patria, etc. (Coro)
Con afán llega a ti el navegante,
y con pena se aleja al partir;
y llorando se va tu emigrante,
que quisiera en tus brazos morir.
Deja ligue a tu suerte la mía,
y si puede el destino traidor
arrancarme de ti, que algún día
me devuelva a tu seno de amor.
Almería, Ciudad hechicera,
«¡quién te viese!» repite el cantar,
«paseara tus calles» y fuera
a rezarle a «tu Virgen del Mar.»
¡Cantemos, oh Patria, etc. (Coro)